# David Belda
Pour les articles homonymes, voir Belda.
Belda  García est un nom espagnol. Le premier nom de famille, en général paternel, est Belda ; le second, en général maternel, souvent omis, est García.
David Belda García est un coureur cycliste espagnol, né le 18 mars 1983 à Cocentaina. 

## Biographie
Il est le fils de Vicente Belda, coureur cycliste des années 1980, devenu directeur sportif par la suite, notamment au sein de Kelme. 
En 2014, il remporte le Tour de Castille-et-León, sa plus grande victoire,. Il s'impose également sur deux étapes du Tour du Portugal. 
Le 18 mai 2017, il est annoncé qu'il a fait l'objet d'un résultat d'analyse anormal dans son passeport Adams. Il est provisoirement suspendu par l'Agence espagnole de protection de la santé dans le sport (AEPSAD) en attendant la contre-analyse. En avril 2018, il est annoncé qu'il est suspendu quatre ans, jusqu'au 26 avril 2021, ce qui signifie une probable fin de carrière.

## Palmarès et classements mondiaux

### Palmarès
- 2006
  - 2e du Memorial Valenciaga
- 2008
  - Aiztondo Klasica
  - Classement général de la Ronda al Maestrazgo
  - Memorial Valenciaga
  - Tour de Zamora :
    - Classement général
    - 3eb étape (contre-la-montre par équipes)

  - 1re étape du Tour de Tenerife (contre-la-montre par équipes)
  - 2e du Tour de Castellón
  - 3e du Tour de León
- 2009
  - Tour de León :
    - Classement général
    - 1re étape
- 2010
  - 3e étape de la Cinturón a Mallorca
  - 3e étape du Tour de León
  - 2e de la Cinturón a Mallorca
  - 3e du Tour de Carthagène
  - 3e du Tour de Castellón
- 2011
  - 2e étape de Mi-août en Bretagne
- 2014
  - Tour de Castille-et-León :
    - Classement général
    - 2e étape

  - 3e et 5e étapes du Tour du Portugal
  - 2e du Tour du Jura
  - 3e de la Klasika Primavera
- 2015
  - 4e étape du Rhône-Alpes Isère Tour
  - Tour des Pays de Savoie :
    - Classement général
    - 1re étape

### Classements mondiaux
| Année            | 2008 | 2009 | 2010 | 2011 | 2012  | 2013  | 2014 | 2015 | 2016 | 2017 |
| ---------------- | ---- | ---- | ---- | ---- | ----- | ----- | ---- | ---- | ---- | ---- |
| UCI America Tour |      |      |      |      |       |       | 273e |      |      |      |
| UCI Asia Tour    |      |      |      |      |       | 178e  |      |      |      |      |
| UCI Europe Tour  | 650e | 238e | 264e | 555e | 1031e | 1152e | 32e  | 144e | 414e | 449e |